# Fernando Tola Cires
Fernando Tola Cires, (Lima, 30 de mayo de 1885 - ibídem, 13 de julio de 1949) fue un jurista, diplomático y político peruano. Fue ministro de Hacienda y Comercio en 1935, así como ministro accidental de Relaciones Exteriores, por un breve periodo ese mismo año. Fue también senador por Lima (1945-1948), catedrático y decano de la Facultad de Derecho en la Universidad Nacional Mayor de San Marcos.

## Biografía
Fue hijo de Luis Jorge Tola y Mercedes Cires. Estudió en el Colegio de La Inmaculada de los padres jesuitas. Inició estudios en el noviciado de la Compañía de Jesús, pero poco después los abandonó para estudiar en la Universidad Nacional Mayor de San Marcos donde se graduó de bachiller (1913) y doctor en derecho (1914), recibiéndose como abogado.
Ejerció como funcionario público de Hacienda, llegando a ser ministro de Hacienda y Comercio durante el gobierno de Óscar R. Benavides, de mayo a octubre de 1935. Por ausencia temporal del canciller Carlos Concha Cárdenas, se encargó accidentalmente del ministerio de Relaciones Exteriores, de junio a julio de ese mismo año.
Pasó luego a Checoslovaquia como ministro plenipotenciario y enviado extraordinario. Allí fue testigo de la crisis de los Sudetes, que desencadenó la intervención de las tropas hitlerianas sobre ese país, que fue el prolegómenos de la Segunda Guerra Mundial.
De regreso en el Perú, se desempeñó como catedrático en San Marcos (1942-1949) y llegó a ser decano de la Facultad de Derecho (1948-1949).
En 1945 fue elegido senador por Lima en la lista del Frente Democrático Nacional. Su carrera parlamentaria se truncó en 1948, cuando se produjo el golpe de Estado del general Manuel A. Odría. Al año siguiente falleció.

## Obras
- Los impuestos en el Perú (2 ediciones en 1914).
- Pensamientos (París, 1934).
- Derecho romano (2 fascículos, 1944).
- Derecho Administrativo del Perú, I parte (1945).
- La renovación jurídica en el Perú (1945).

## Descendencia
Casado con María Rosa Elena Mendoza de Almenara, fue padre de Fernando Tola Mendoza (1915-), filólogo y lingüista; y Enrique Tola Mendoza (1917-1996), que fue ministro de Fomento (1947) y de Educación (1967), así como director del CONCYTEC. El destacado ingeniero y matemático José Tola Pasquel (1914-1999) fue su sobrino.
| Predecesor: Benjamín Roca          | Ministro de Hacienda y Comercio del Perú 21 de mayo de 1935 - octubre de 1935                   | Sucesor: Manuel Ugarteche       |
| Predecesor: Carlos Concha Cárdenas | Ministro de Relaciones Exteriores del Perú (accidental) 8 de junio de 1935 - 8 de julio de 1935 | Sucesor: Carlos Concha Cárdenas |